# Ісаї
Іса́ї (Ісаїв) — село в Україні, у Турківській міській громаді, Самбірського району, Львівської області. Населення становить 939 осіб (2001 рік). Орган місцевого самоврядування — Турківська міська рада.

## Назва
У 1990 році назву села Ісаїв було змінено на одну літеру.

## Географія
Село розкинулося на берегах річки Стрий, за 6 км від залізничної станції Явора та за 14 км від Турки. Біля Ісаїва проходить дорога Турка-Східниця-Дрогобич.
На південно-східній околиці села річка Лапш впадає у Стрий.

## Історія
Ісаїв виник у другій половині XV століття (перша друкована згадка датується 1459 роком). За переказами старожилів, назва села походить від імені священика-знахаря Ісая Дудзинського.
У 1825 році селяни повстали проти пана, зруйнувавши його садибу.
У 1921 року в селі проживало 1668 осіб.
Під час другої світової війни до лав радянської армії було примусово мобілізовано 135 селян, з них 44 загинули. У пам'ять про жертв у центрі села встановлено обеліск.

## Релігія
- дерев'яна церква Святого Архистратига Михаїла з дзвіницею (1663; майстер Ілля Пантелимон; пам'ятки архітектури національного значення)
- мурована церква Святого Архистратига Михаїла (1938, архітектор Євген Нагірний)

## Господарство
У часи СРСР діяло відділення яворського радгоспу «Комсомолець». Напрямок господарства м'ясо-молочний, хоча на полях вирощували льон-довгунець. Ісаїв є центром однойменного лісництва.

## Соціальна сфера
Дев'ятирічна школа, народний дім на 200 місць, бібліотека, 2 ФАПи, дитсадок.

## Відомі люди
- Кузан Мар'ян Степанович — французький композитор і диригент українського походження.